# Suuwassea
Suuwassea emilieae is een plantenetende sauropode dinosauriër, behorend tot de groep van de Neosauropoda, die tijdens het late Jura leefde in het gebied van het huidige Noord-Amerika.

## Vondst en naamgeving
In de jaren 1999 en 2000 werd in het zuiden van Carbon County, Montana, het skelet opgegraven van een sauropode na een vondst door chirurg William Donawick en zijn schoonzoon Will Tillett tijdens een ritje te paard in de zomer van 1998.
In 2004 werd de typesoort Suuwassea emilieae benoemd en beschreven door Gerald Harris en Peter Dodson (Suuwassea emilieae Harris and Dodson, 2004). De geslachtsnaam is afgeleid van het Crow suuwassa, "de eerste donderslag die in de lente gehoord wordt". De wortels suu, "donderslag", en wassa, "oeroud", zijn meteen verwijzing naar de omschrijving thunder lizards die in Amerika sinds de benoeming van Brontosaurus vaak gebruikt wordt om naar sauropoden te verwijzen. Dat het woord uit de taal van de Crow afkomstig is, vormt daarbij een toespeling op de vondstlocatie, gelegen in hun oorspronkelijke stamgebied. De soortaanduiding eert wijlen Emilie deHellebranth, een filantrope die het onderzoek financierde.
Het holotype ANS 21122, is gevonden in een laag van de Morrisonformatie, vermoedelijk behorend tot de Brushy Basin-afzetting die stamt uit het Tithonien, ongeveer 147 miljoen jaar oud. Het bestaat uit een gedeeltelijk skelet van een wellicht volwassen dier met gedeeltelijke schedel zonder onderkaken, zes halswervels, drie ruggenwervels met ribben, talrijke wervellichamen van de staartwervels, de rechterschoudergordel, het rechteropperambeen, een gedeeltelijk rechterdijbeen, een gedeeltelijk rechterscheenbeen en van de rechterachterpoot een kuitbeen, het calcaneum, verschillende middenvoetsbeenderen en teenkootjes. De teenkootjes dragen bijtsporen van aaseters. Een raadselachtig langwerpig element is door Harris geïnterpreteerd als een mogelijk sleutelbeen, dat zelden bij een sauropode is aangetroffen. Later werden ook delen van de onderkaken geprepareerd en beschreven; deze behoren vermoedelijk aan hetzelfde individu. Een totaal van vijf artikelen die aan de morfologie gewijd zijn, maakt van Suuwessea een van de meest volledig beschreven sauropoden — afgezien van het feit dat het merendeel van het skelet onbekend is.
In 2012 stelde David Cary Woodruff dat Suuwassea, gezien de mate van splitsing van de doornuitsteeksels, slechts het jong zou zijn van een of andere al bekende diplodocide. Op deze stelling kwam in 2013 hevige kritiek van Mathew Wedel die wees op het feit dat in algemene morfologie de wervels van Suuwassea uniek zijn.

## Tafonomie
Het holotype werd in situ slechts beperkt in anatomisch verband aangetroffen. De schedelbasis en de halswervels, het schouderblad, het ravenbeksbeen, het opperarmbeen, het scheenbeen en het kuitbeen vertonen de meeste articulatie. De teenkootjes dragen sporen van de activiteiten van carnivoren/aaseters, wat een gedeeltelijke verklaring kan zijn voor het uiteenvallen van het skelet. De schedelbasis en de zes halswervels werden grotendeels in hun natuurlijke volgorde in één lijn aangetroffen, wat erop wijst dat zij voor een bepaalde periode het anatomisch verband behielden, waarschijnlijk zelfs nog nadat zij van de rest van het lichaam gescheiden werden. Het grootste deel van de staart lag parallel aan de nek maar wees in de tegenovergestelde richting. De staartwervels werden zeer verspreid in het sediment aangetroffen en nemen af in grootte, wat aantoont dat de staart sterk gebogen was. Grote en zwaardere beenderen zoals de derde ruggenwervel met rib, het schouderblad, het opperarmbeen en het kuit- en scheenbeen waren bijna loodrecht op de kleine, lichte beenderen georiënteerd, zoals het vierkantsbeen, de halswervels, de wervellichamen van de staartwervels en de fragmenten van ruggenwervelribben. Indien het skelet door water of grotendeels door water afgezet werd, is het mogelijk dat zwaardere beenderen met het zwaarste uiteinde in sediment verankerd waren terwijl de rest van het been parallel aan de stroomrichting van het water georiënteerd werd. Kleinere, lichtere beenderen rolden met de lengteas loodrecht op de stroomrichting (Voorhies, 1969).
Omdat de fragiele morfologie van vele lichte beenderen (bijvoorbeeld de ‘ribben’ van de halswervels) intact bleef, lijkt een lange periode van verplaatsing door water (rollen) na het ontbinden van de weke delen onwaarschijnlijk. Vele grote, robuuste beenderen (zoals schaambeenderen, het heiligbeen, de dijbeenderen, de ellepijpen, ruggenwervels enz.) die dikwijls wel bewaard bleven in de skeletten van andere specimina van Sauropoda, zijn afwezig, terwijl vele kleine en lichte beenderen (zoals het hielbeen, delen van de schedel en fijne wervels uit het einde van de staart), die in andere specimina van Sauropoda meestal verloren gingen, wel bewaard gebleven zijn. De mate waarin bijvoorbeeld het onvolledige rechterdijbeen en de wervellichamen van de staartwervels verweerd zijn, neemt toe in de richting van een rotswand net ten noorden van de groeve waar het skelet gevonden werd. Dit betekent dat, in combinatie met de vondst van grote, maar niet-identificeerbare beenderfragmenten op de hellingen beneden de vindplaats, oorspronkelijk meer beenderen aanwezig waren na de inbedding van het specimen, maar dat deze door erosie verloren gingen. Zonder twijfel gingen bepaalde beenderen ook door de invloed van carnivoren/aaseters verloren, maar het is ook plausibel dat de bewaard gebleven lichtere beenderen door transport door water van de zwaardere gescheiden werden. Het behoud van een licht anatomisch verband, bijvoorbeeld in de combinaties schedelbasis/halswervels en scheenbeen/kuitbeen en het bewaard blijven van heel fijne benige structuren in de hersenholte en in de halswervels, wijzen erop dat dit watertransport niet destructief was, anders zouden deze heel fragiele delen niet bewaard gebleven zijn. De eerste staartwervel heeft een diepe groeve in het oppervlak die waarschijnlijk post mortem door sedimentologische processen aangebracht werd. Maar het kan ook een bijtspoor zijn omdat rond de beenderen tanden van een theropode aangetroffen werden. Waarom deze dan echter niet de voor de meeste Theropoda karakteristieke, parallelle groeven achterlieten, is onduidelijk.

## Beschrijving

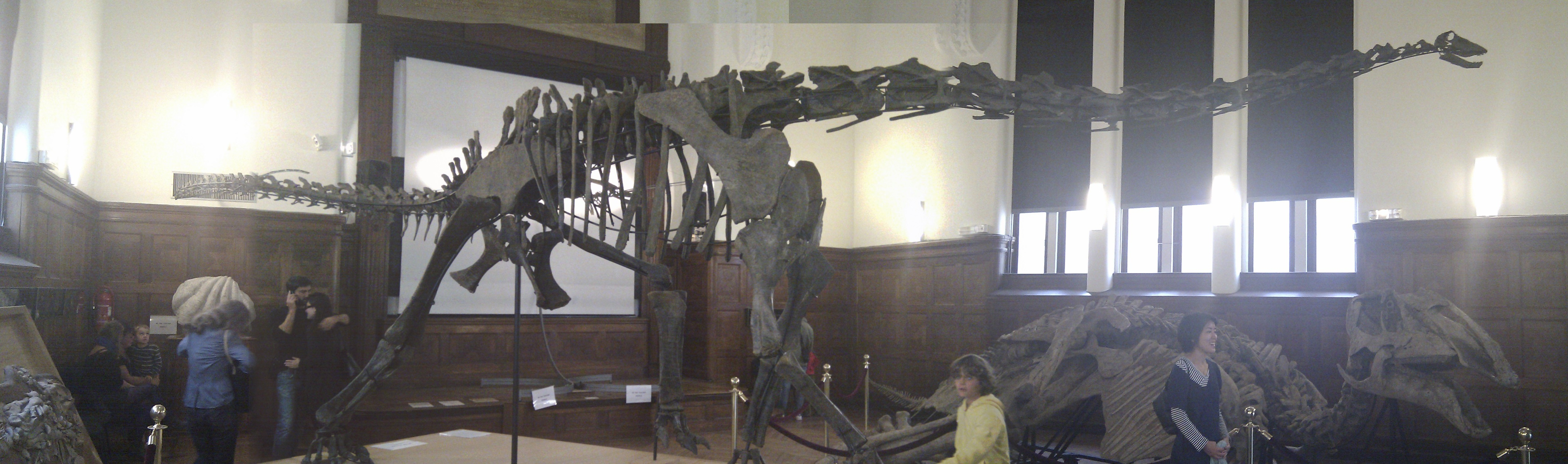
Een model van het skelet van Suuwassea

Suuwassea is een middelgrote sauropode met een geschatte lengte van veertien tot vijftien meter. Het opperarmbeen heeft een lengte van 752 millimeter. Suuwassea heeft daarmee relatief korte voorpoten. Ook de nek is niet heel sterk verlengd voor een sauropode. De staart daarentegen is erg lang.
De beschrijvers hebben enkele onderscheidende kenmerken vastgesteld: de tanden in de praemaxilla staan parallel aan de lengteas van de opgaande tak van dat bot; er is een enkelvoudige opening voor de oogzenuw; achteren de wandbeenderen bevindt zich een paar openingen die groter zijn dan de openingen in de wandbeenderen; in het achterhoofd heeft het supraoccipitale aan de onderkant slechts een dun uitsteeksel dat de bovenrand van het achterhoofdsgat maar nauwelijks raakt; het daaronderliggende os basioccipitale maakt geen deel uit van de bovenkant van de condylus occipitalis; de antotica, uitsteeksels van het os laterosphenoideum, zijn gescheiden van de voorhoofdsbeenderen door diepe inkepingen; de doornuitsteeksels van de voorste halswervels bevinden zich op de achterste helft van de wervellichamen en zijn van voor naar achteren gemeten smal, aan de bovenkant verbreed, hol aan alle zijden en enkelvoudig; de achterste staartwervels die een zweepstaart vormen, hebben aan beide kanten afgeplatte wervellichamen; een verheffing op de bovenste achterkant van de kop van het opperarmbeen, het tuberculum dorsale, is goed ontwikkeld; het bovenste gewrichtsvlak van het scheenbeen is breder van binnen naar buiten dan van voor naar achteren gemeten; het calcaneum is bolvormig; de teenkootjes zijn langer dan breed.
De schedelvorm kan niet exact bepaald worden maar de kop lijkt voor zover uit de resten kan worden vastgesteld, op die van Diplodocus: licht langwerpig, breed op de snuit en driehoekig in zijaanzicht. De praemaxilla heeft vier tanden die dezelfde lange vorm met afgeronde punt hebben als bij Diplodocus. De maxilla heeft minstens zeven tanden. Van de grootte van de kop geeft de onderkaak een indruk, die 177 millimeter lang is. Het dentarium draagt in de verbrede voorkant negen tanden.

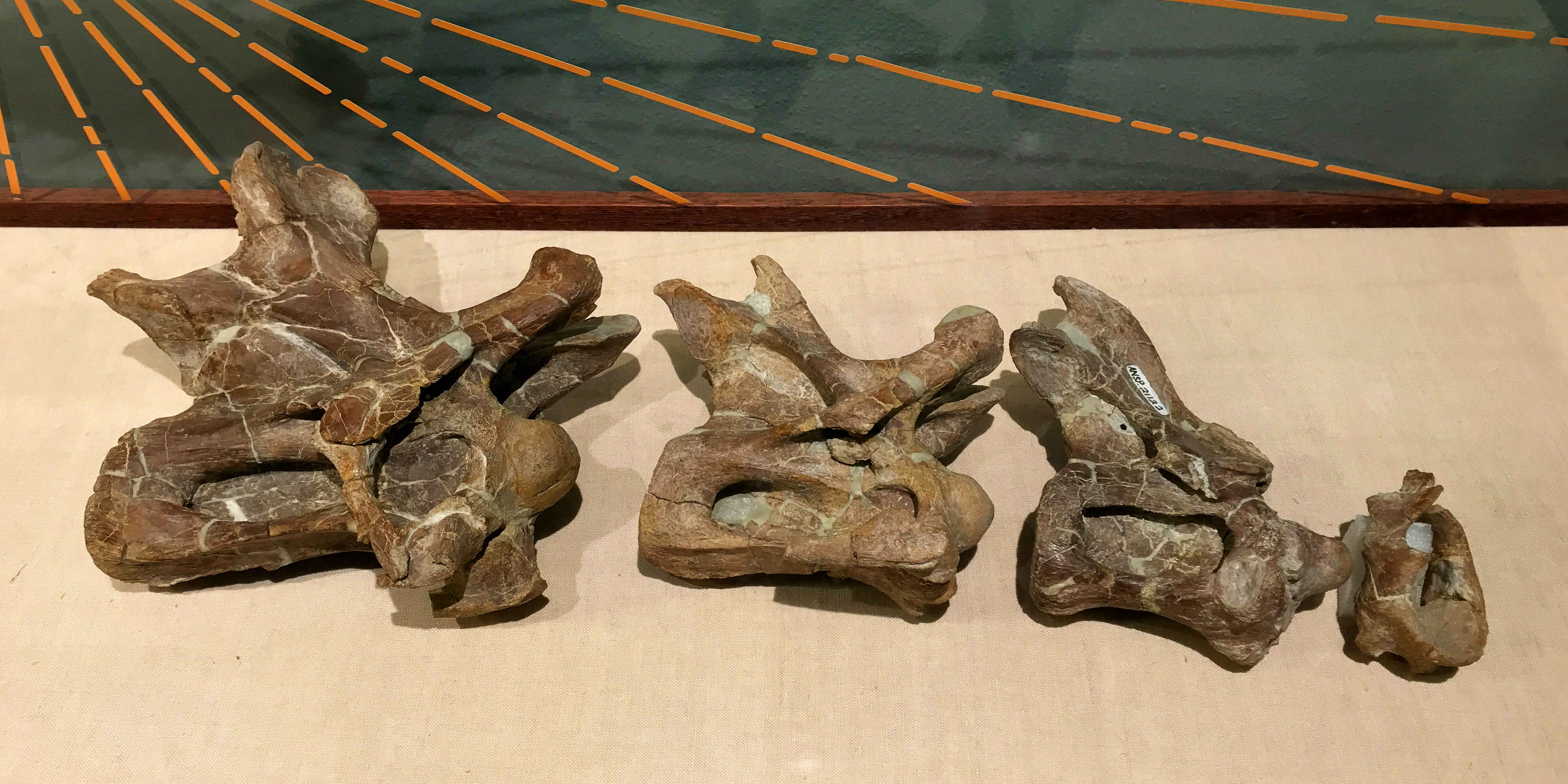
De eerste tot en met vierde halswervel

De nek heeft vrij lange doornuitsteeksels. De halswervels hebben korte nekribben en zijn zelf ook niet erg verlengd zodat ze lijken op de wervels van Apatosaurus. De ruggenwervels dragen ook vrij lange doornuitsteeksels die licht gekloofd zijn. De ribben zijn niet hol. De voorste staartwervels zijn hol van voren, de middelste hol aan beide zijden en de achterste hebben platte vlakken.
Het hoogste punt op het schouderblad, de processus acromialis ligt naar achteren net als bij Apatosaurus. Het schouderblad heeft in de lengte een middenrichel, de crista deltopectoralis die het buitenvlak bol maakt. Het ravenbeksbeen is vrij laag en afgerond. Het opperarmbeen heeft ongeveer dezelfde proporties als Apatosaurus. Het heeft een lage dikke crista deltopectoralis. De bovenkant van het scheenbeen heeft een opvallend rechthoekige doorsnede. Het kuitbeen, 839 millimeter lang, heeft een diepe groeve in het midden van de zijkant die de beschrijvers de M. iliofibularis sulcus gedoopt hebben, in de veronderstelling dat het het aanhechtingpunt was voor de spier die van het darmbeen naar het kuitbeen loopt. De middenvoetsbeenderen zijn kort en compact gebouwd. Er zijn drie teenklauwen gevonden; als die van dezelfde voet zijn en het totaal daarvan vertegenwoordigen dan heeft Suuwwassea een derde klauw die met 80,3 millimeter veel kleiner is dan de eerste die 188,7 millimeter lang is.

## Fylogenie
De positie van Suuwassea in de evolutionaire stamboom is omstreden. De soort toont kenmerken van de Diplodocidae maar ook van de Dicraeosauridae zoals de opening achter het wandbeen en de verlengde doornuitsteeksels op de nek. Harris en Dodson benoemden eerst een aparte klade Flagellicaudata die beide groepen omvat en waarvan Suuwassea een basaal lid zou zijn. Andere kladistische analyses echter gaven de soort als een basaal lid van de Diplodocidae, als een lid van de Apatosaurinae of als een basaal lid van de Dicraeosauridae. Volgens Harris zouden de in 2010 vastgestelde kenmerken van de onderkaak erop wijzen dat de laatste mogelijkheid de juiste is. Suuwassea zou in dat geval de eerste bekende dicraeosauride zijn die buiten Gondwana gevonden is.

## Levenswijze
In 2011 stelde John Whitlock op grond van een als tamelijk smal geïnterpreteerde snuit en het overwegen van krassen boven putjes op de slijtvlakken van de tanden dat Suuwassea een selectieve eter van hoogwaardig plantenmateriaal op wat grotere hoogte was. De soort zou in de Morrison ook voorkomen op plaatsen met vrij veel bomen.